# Ванин, Николай Андреевич
Николай Андреевич Ванин (1907—1946) — советский военнослужащий. Участник Великой Отечественной и Советско-японской войн. Герой Советского Союза (1945). Старшина.

## Биография
Родился 21 декабря 1907 года в посёлке Кусинский завод Златоустовского уезда Уфимской губернии Российской империи (ныне город Куса — районный центр Челябинской области Российской Федерации) в рабочей семье. Русский.
Образование неполное среднее. В 13 лет остался сиротой, воспитывался старшими сёстрами Федосьей, Мариной и Марией. После школы работал на Кусинском машиностроительном заводе учеником токаря в механическом цехе, затем слесарем в цехе холодной обработки металла. В 1935 году перешёл на работу в заводскую пожарную охрану.
В ряды Рабоче-крестьянской Красной Армии Н. А. Ванин был призван Кусинским райвоенкоматом Челябинской области 19 августа 1941 года. В боях с немецко-фашистскими захватчиками с сентября 1941 года. Воевал на Брянском фронте. 27 октября 1941 года рядовой Н. А. Ванин был тяжело контужен в бою под Мценском. Попал в плен. Со второй попытки с группой красноармейцев бежал. После проверки в лагере НКВД СССР Николай Андреевич был направлен в школу младших командиров, освоил воинскую профессию наводчика артиллерийского орудия. Весной 1943 года младший сержант Н. А. Ванин был направлен наводчиком в 696-й истребительно-противотанковый артиллерийский полк Резерва Верховного Главнокомандования, приданный 5-й армии Западного фронта. Летом 1943 года он принимал участие в Смоленской операции. В бою за деревню Секарево Дорогобужского района Смоленской области 11 августа 1943 года при отражении контратаки противника, поддерживаемой 3 самоходными артиллерийскими установками, благодаря умелым действиям наводчика Ванина расчёт орудия уничтожил 1 САУ и до 20 солдат и офицеров вермахта.
Осенью 1943 года Николай Андреевич участвовал в Оршанской операции. К концу 1943 года он был произведён в сержанты и был назначен командиром артиллерийского орудия 5-й батареи. Расчёт под командованием сержанта Ванина отличился зимой 1944 года. В ходе Витебской операции в бою за господствующую высоту у белорусской деревни Гора (Чашникский район Витебской области) под покровом темноты сержант Ванин выкатил своё орудие на прямую наводку. Когда утром 9 февраля 1944 года началось наступление, орудие Ванина уничтожило пулемётную точку и два миномёта, обеспечив успех пехоты в бою за овладение высотой. За отличие в Витебской операции Николай Андреевич был награждён медалью «За отвагу» и вскоре произведён в старшие сержанты.
24 апреля 1944 года Западный фронт был преобразован в 3-й Белорусский фронт и начал подготовку к Белорусской стратегической наступательной операции. Операция «Багратион», в рамках которой 3-й Белорусский фронт провёл Витебско-Оршанскую, Минскую, Вильнюсскую и Каунасскую операции, началась 23 июня 1944 года. В ходе наступления фронта 16 июля 1944 года 696-й армейский истребительно-противотанковый артиллерийский полк с 1029-м стрелковым полком 371-й стрелковой дивизии вышел к реке Неман районе деревни Дарсунишкис Кайшядорского района Литовской ССР (ныне муниципалитет Кайшядорис Каунасского уезда Литовской Республики). Однако место переправы простреливалось немецкими пулемётчиками. Выкатив орудие на прямую наводку, старший сержант Н. А. Ванин уничтожил 2 станковых и 3 ручных пулемёта противника, благодаря чему стрелковые части форсировали реку и захватили плацдарм на западном берегу. Развивая наступление, в ходе Каунасской операции подразделения 5-й армии 3-го Белорусского фронта, отразив несколько танковых ударов противника, 29 августа 1944 года вышли к государственной границе с Восточной Пруссией. За период наступательных действий с 7 по 16 августа орудие старшего сержанта Н. А. Ванина уничтожило 7 немецких танков. 24 марта 1945 года за образцовое выполнение боевых заданий командования на фронте борьбы с немецкими захватчиками и проявленные при этом отвагу и геройство указом Президиума Верховного Совета СССР старшему сержанту Ванину Николаю Андреевичу было присвоено звание Героя Советского Союза.
В ноябре 1944 года Николай Андреевич участвовал в Гумбиннен-Гольдапской операции. Во время кампании 1945 года старший сержант Н. А. Ванин принимал участие в Инстербургско-Кёнигсбергской фронтовой операции, штурме Кёнигсберга и ликвидации земландской группировки противника в рамках Восточно-Прусской операции. В апреле 1945 года части 5-й армии были сняты с советско-германского фронта и переброшены на Дальний Восток, где в составе Приморской группы войск начали подготовку к войне с Японией. В августе — сентябре 1945 года Николай Андреевич участвовал в Харбино-Гиринской наступательной операции 1-го Дальневосточного фронта.
После разгрома Квантунской армии старшина Н. А. Ванин демобилизовался и в декабре 1945 года вернулся в Кусу. С февраля 1946 года работал заместителем начальника пожарной охраны Кусинского машиностроительного завода.
15 мая 1946 года скончался.
Похоронен в городе Кусе Челябинской области.

## Награды
- Медаль «Золотая Звезда» (24.03.1945)
- Орден Ленина (24.03.1945)
- Орден Отечественной войны 2 степени (30.08.1943)
- Орден Славы 3 степени (08.08.1944)
- Орден Красной Звезды (21.07.1945)
- Медали, в том числе:

Медаль «За отвагу» (07.08.1944)
Медаль «За взятие Кенигсберга»
Медаль «За победу над Германией в Великой Отечественной войне 1941—1945 гг.»
Медаль «За победу над Японией»

## Семья
- Сестра — Мариамна (Мария) Андреевна Демидова (в девичестве — Ванина) (1894 — 21.01.1973).
- жена — Пелагея Фёдоровна Ванина (1909—1999);
- сын — Николай Николаевич Ванин (1929—2009);
- дочь — Зоя Николаевна Ванина (р. 1932).

## Память
- Памятник Герою Советского Союза Н. А. Ванину установлен в городе Куса Челябинской области.
- Мемориальная доска в честь Героя Советского Союза Н. А. Ванина установлена в городе Куса Челябинской области на доме, где он жил.
- Именем Героя Советского Союза Н. А. Ванина названа улица в городе Куса Челябинской области.
- Имя Героя Советского Союза Н. А. Ванина носит МБОУ Средняя общеобразовательная школа № 1 города Кусы Челябинской области.

## Документы
- Общедоступный электронный банк документов «Подвиг Народа в Великой Отечественной войне 1941—1945 гг.» Архивировано 13 марта 2012 года. № в базе данных 150005070. Архивировано 23 сентября 2012 года., 46761096. Архивировано 23 сентября 2012 года., 17727601. Архивировано 23 сентября 2012 года., 20500368. Архивировано 23 сентября 2012 года., 24037933. Архивировано 23 сентября 2012 года., 34031050. Архивировано 23 сентября 2012 года.